# 다케다 신겐
다케다 신겐(일본어: 武田信玄 たけだ しんげん[*], 다이에이 원년 음력 11월 3일(1521년 12월 1일) ~ 겐키 4년 음력 4월 12일(1573년 5월 13일)) 또는 다케다 하루노부(일본어: 武田晴信 たけだ はるのぶ[*])는 센고쿠 시대의 무장이자 가이국의 슈고 다이묘·센고쿠 다이묘이다.
가이 겐지(甲斐源氏)의 적자 혈통에 해당하는 가이 다케다 집안의 제19대 당주. 하루노부(晴信)는 그의 휘이며 신겐이란 출가한 뒤에 얻은 법명이다. 통칭은 다로(太郞). 그의 조상은 대대로 가이 국의 슈고를 맡아왔다. 가이를 통일한 아버지 노부토라의 뒤를 이어 이웃한 시나노를 숱하게 침공했으며, 이 과정에서 에치고의 우에스기 겐신과 다섯 차례에 달하는 이른바 '가와나카지마(川中島) 싸움'을 통해 시나노를 거의 평정하고, 가이 본국에 더해 시나노·스루가·고즈케·도토미·미카와와 미노의 일부를 다스렸으며, 아들 가쓰요리의 대에 이르기까지 가이 다케다 집안의 영토를 넓혔다. 만년에 세이조 작전 중에 미카와에서 병을 얻어 시나노에서 죽었다.
일본에서는 에도 시대부터 근현대에 이르기까지 《고요군칸》(이하 《군칸》)에 그려진 전설적인 신겐상이 세상에 널리 퍼졌으며, 풍림화산(風林火山)의 군기를 사용하며 사람들로부터 '가이의 범', 또는 용의 주인(朱印)을 사용한 데에서 '가이의 호랑이'이라고도 불렸으며, '무적'으로 불리던 기마 군단을 이끌었고 또한 우에스기 겐신과는 호각을 다투었다는 그의 인물상이 형성되어 오늘날까지 알려지게 되었다. 다이쇼 시대에는 종3위에 추대되었다.

## 생애

### 출생부터 가이 슈고에 이르기까지

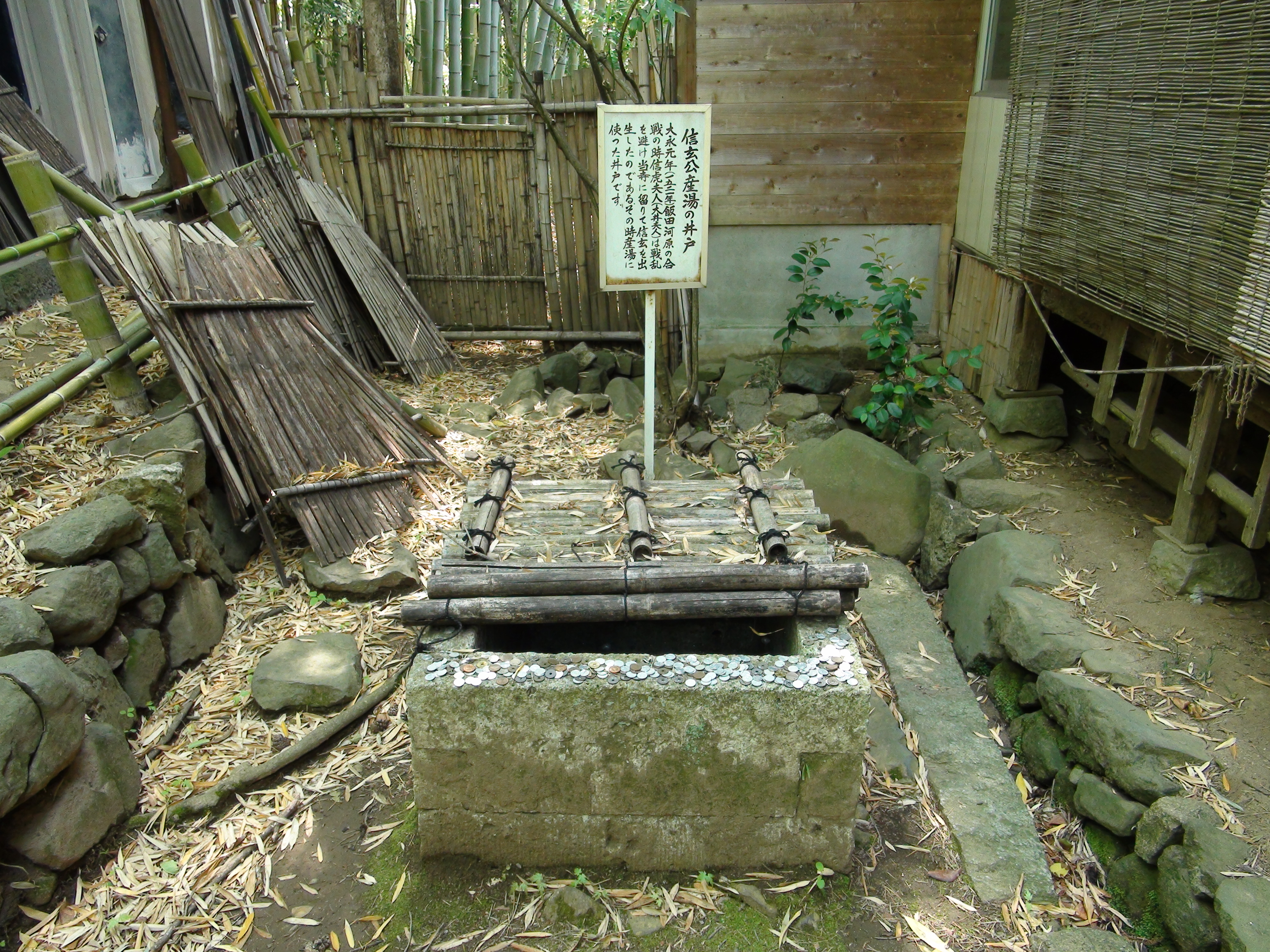
세키스이지(積翠寺)에 있는 신겐 공 산탕 우물(信玄公産湯の井戸). 다케다 신겐이 막 태어났을 때 이 우물의 물로 몸을 씻겼다고 한다.

다이에이(大永) 원년(1521년) 11월 3일, 가이 국(甲斐国)의 슈고(守護) ・ 다케다 노부토라(武田信虎)의 적장자(嫡長子)로 태어났다. 다만 일찍 세상을 떠난 다케마쓰(竹松)라는 이름의 형이 있었기에 엄밀하게 말하면 장남은 아니고 차남이다(후술). 어머니는 니시 군(西郡)의 유력 고쿠진(国人) 오오이 씨(大井氏)의 딸 오오이 부인(大井夫人)이다. 어렸을 때의 이름은 다로(太郎).
아버지는 가이 겐지의 명문 다케다 집안의 제18대 도슈(当主) 다케다 노부토라로 가이를 통일한 전국 다이묘로서의 지위를 확립한 용장이다. 신겐이 태어난 것은 그의 아버지 노부토라에 의한 가이 국 통일의 달성기에 해당하고, 태어난 곳은 쓰쓰지가사키 관(躑躅ヶ崎館)에 부속된 성으로 알려져 있는 요가이 산성(要害山城)이다(또는 세키스이지). 노부토라는 스루가 국(駿河国)의 슈고 다이묘 이마가와 씨(今川氏)를 후견으로 삼고 고후 분지(甲府盆地) 서부(니시 군)의 유력 고쿠슈(国衆)인 오오이 씨와 대결하고 있었는데, 다이에이 원년(1521년) 10월에는 이마가와 우지치카(今川氏親)의 가신인 후쿠시마 마사나리(福島正成)가 이끄는 1만 5천의 군세가 고후(甲府)로 몰려오자 노부토라는 고후 근교에서 이들과 전투를 벌였고(飯田河原合戦) 이 전투에서 후쿠시마 군세를 격퇴시켰다. 이 무렵에 이미 회임하고 있었던 오오이 부인은 배후의 요가이 산성으로 물러났다고 하며, 신겐은 요가이 산성에서 태어났다고 알려져 있다. 신겐의 탄생으로 사기가 오른 다케다 군세가 이마가와 군세를 격퇴시킬 수 있었다고도 전해진다.
또한 가이 국에서는 우에스기 젠주의 난(上杉禅秀の乱)를 계기로 슈고 다케다 씨의 권위가 실추되고, 유력 고쿠슈가 대두하고 있었는데, 신겐의 증조할아버지인 다케다 노부마사(武田信昌)의 대에는 슈고다이(守護代)인 아토베 씨(跡部氏)를 멸망시키는 등 고쿠슈 세력을 복종시키며 가이 국내 통일이 진행되고 있었다. 노부마사의 대부터 아버지 노부나오(信直, 훗날 노부토라로 이름을 바꿈)의 대까지는 다케다 종가의 내홍으로 새롭게 대두한 유력 고쿠슈 ・ 대외 세력과의 싸움이 뒤얽혀 가이 국은 다시금 난국 상태에 빠져 있었는데, 노부토라는 가이 국 통일을 달성하고 에이쇼(永正) 16년(1519년)에는 고후(甲府)의 쓰쓰지가사키 관을 본거지로 하여 조카마치(城下町)를 열고(다케다 조카마치) 가신단 조직이 정비되어 센고쿠 다이묘(戦国大名)로써의 다케다 씨의 지위가 확립되어 있었다.
부역(傅役), 즉 신겐의 스승이 누구였는지에 대해서는 알 수 없으나 고요군칸(甲陽軍鑑)에서는 다케다 집안의 후다이(譜代) 가신인 이타가키 노부카타(板垣信方)가 맡았을 가능성을 보이고 있다. 쓰지 마사미치(土屋昌続)의 아버지 가네마루 지쿠젠노카미(金丸筑前守)도 부역이었다고 전한다.

### 적남 승격과 원복
다이에이 3년(1523년) 네 살 연상의 손윗형 다케마쓰(竹松)가 일곱 살로 요절하면서 적남(嫡男)의 지위를 얻게 되었다.
다이에이 5년(1525년) 아버지 노부토라와 오오이 부인의 사이에 친동생 지로(次郎, 다케다 노부시게)가 태어났다. 《고요군칸》에 따르면 아버지의 총애는 지로에게로 옮겨가서 다로는 서서히 소외되었고, 그에 따라 다로의 성격이 서서히 거칠어졌다고 한다. 또한 《고요군칸》에는 1538년 정초에 아버지 노부토라는 다로에게 술잔을 주지 않고, 지로에게만 술잔을 준 일화가 있다.
노부토라 후기에는 스루가 이마가와 씨와의 화친이 성립되어 간토 지방에서 사가미 국(相模国)의 신흥 다이묘 고호조 씨(後北条氏)와 적대하고 있던 오기야 우에스기 씨(扇谷上杉氏)와 결탁하고, 령국이 인접해 있던 가이 쓰루 군(都留郡)에서 호조와의 항쟁이 잇따르고 있었다.
덴분(天文) 2년(1533년), 오기야 우에스기 씨 집안의 도슈로 무사시 국(武蔵国) 가와고에 성(川越城) 성주 우에스기 도모오키(上杉朝興)의 딸 '우에스기 마님'(上杉の方)이 하루노부의 정실이 되었다. 이는 아버지 노부토라의 의향에 의한 정략 결혼이었지만, 둘 사이에는 금슬이 주었다고 한다. 하지만 덴분 3년(1534년) 우에스기 마님은 난산으로 아이와 함께 사망하였다.
덴분 5년(1536년) 3월, 다로는 원복(元服, 관례)를 치르고 무로마치 바쿠후(室町幕府) 제12대 쇼군(将軍) ・ 아시카가 요시하루(足利義晴)의 이름자 '하루'(晴)를 하사받아, 이름을 하루노부(晴信)라고 하였다. 교토 조정으로부터 종5위하(従五位下) ・ 다이젠다이후(大膳大夫)로 서위, 임관되었다. 원복한 뒤 계실(継室)로 사다이진(左大臣) ・ 산조 긴요리(三条公頼)의 딸 산조 부인(三条夫人)을 맞이하였다.
이 해에 스루가에서 도슈 이마가와 우지테루(今川氏輝)가 죽고 벌어졌던 가독(家督) 계승 싸움인 하나쿠라의 난(花倉の乱)을 거쳐 이마가와 요시모토(今川義元)가 가독을 이어받았다. 그는 다케다 씨와 화친하였고, 이 혼인은 교토의 구게(公家)와 긴밀했던 이마가와 씨의 알선에 의한 것이었다고 한다. 《고요군칸》에서는 산조 부인의 출가에 대한 기사도 보이는데, 하루노부의 원복과 관위 제수도 이마가와 씨의 알선이 있었고, 이때 관위 제수를 선포하러 교토 조정에서 온 칙사(勅使)가 산조 긴요리로 되어 있다. 하지만 가독 상속 뒤의 요시모토와 노부토라의 동맹 관계가 불분명하다는 시기적 문제를 들어서 의문시하는 시각도 있다(柴辻俊六).

### 첫 출진과 아버지 노부토라 추방 그리고 가독 상속
노부토라는 스와 씨(諏訪氏)나 무라카미 씨(村上氏) 등 시나노(信濃)의 호족들과 동맹을 맺고 시나노 국 사쿠 군(佐久郡) 침공을 진행하였는데, 다케다 집안에서 첫 출진(初陣)은 대개 원복 직후에 행해지는 경우가 많았고, 《고요군칸》에 따르면 하루노부의 첫 출진은 덴분 5년(1536년) 11월, 사쿠 군 운노구치 성(海ノ口城)의 성주 히라가 젠신(平賀源心)을 공격하는 것이었다. 《고요군칸》에 실려 있는, 하루노부가 성을 하룻밤만에 함락시켰다고 하는 전승은 의문시되고 있기는 하지만, 시기적으로는 하루노부의 첫 출진이 이 무렵이었을 것으로 여겨진다.
하루노부는 노부토라의 시나노 침공에 종군하여, 그의 나이 21세 때인 덴분 10년(1541년)의 운노히라 전투(海野平の戦い)에도 참가하였는데, 《고하쿠사이키》(高白斎記)에 따르면 고후로 돌아온 그 해 6월에는 하루노부나 슈쿠로(宿老)인 중신 이타가키 노부카타(板垣信方)와 아마리 도라야스(甘利虎泰), 오부 도라마사(飯富虎昌) 등에 의해 노부토라의 스루가 추방이 이루어져, 하루노부가 다케다 집안의 제19대 가독을 상속하게 되었다. 아버지 노부토라의 추방과 하루노부의 가독 상속은 가이의 자국민들로부터 환영을 받았다고 기록되어 있다. 그러나 이 직후에 우에스기 노리마사(上杉憲政)에게 시나노 사쿠 군을 약탈당하였다.

### 시나노평정

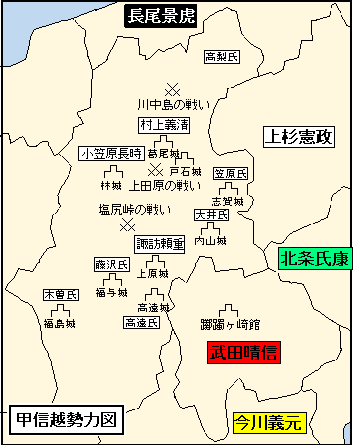
센고쿠 시대의 고신(甲信)과 그 주변[//upload.wikimedia.org/wikipedia/ja/7/73/%E6%88%A6%E5%9B%BD%E7%94%B2%E4%BF%A1%E8%B6%8A.png 확대

노부토라 시기에 다케다 씨와 적대하고 있던 것은 사가미 고호조 씨(相模後北条氏)뿐으로, 스루가의 이마가와(今川), 고즈케(上野)의 야마노우치 우에스기 씨(山内上杉氏) ・ 오기야 우에스기 씨(扇谷上杉氏), 시나노 스와 씨(信濃諏訪氏)와는 동맹 관계를 유지하였으며, 노부토라 치세 말기에는 시나노의 사쿠 군(佐久郡) ・ 지사가타 군(小県郡)으로의 출진을 행하고 있었다. 하루노부는 가독을 상속하고 노부토라의 노선을 변경하여, 시나노 스와 영지로의 침공을 행하였다.
노부토라를 추방한 직후 덴분(天文) 11년(1542년) 3월, 시나노의 스와 우에하라 성(諏訪 上原城) 성주 스와 요리시게(諏訪頼重)와 하야시 성(林城) 성주로 있는 시나노 슈고(信濃守護) 오가사와라 나가토키가 가이에 공격해 오지만, 하루노부는 이를 격퇴한다. 세자와 전투(瀬沢の戦い)이다(이에 대해서는 여러 설이 존재한다. 세자와 전투 항목 참조).
덴분 11년(1542년) 6월, 하루노부는 스와 씨 서류(庶流)인 이나(伊那)의 다카토 요리쓰구(高遠頼継)와 함께 스와령 영지로의 침공을 개시했다. 구와바라 성 전투(桑原城の戦い)에서 스와 씨는 화목을 제의하였는데, 스와 요리시게를 고후로 연행하여 자결로 몰아갔으며, 스와 영지를 제압하였다.
 덴분 11년(1542년) 9월 25일, 다케다군과 다카토 요리쓰구의 군이 시나노 국(信濃国)의 미야가와(宮川)에서 싸웠다(미야가와 전투). 다케다측은 이를 격파하여 스와를 장악한다.
10월, 스와령 분할 문제로 다카토 요리쓰구와 대립하고, 다카토 군을 고부치자와(小淵沢)에서 격파한다.
덴분 12년(1543년), 다케다측은 이어서 시나노 국 나가쿠보 성(長窪城) 성주 오이 사다타카(大井貞隆)를 쳐서 자결로 몰아간다.
덴분 14년(1545년) 4월, 가미이나 군(上伊那郡)의 다카토 성(高遠城)을 쳐서 다카토 요리쓰구마저 멸망시켰다. 이어서 6월에는 후쿠요 성(福与城) 성주 후지사와 요리치카(藤沢頼親)도 쫓아냈다(다카토 합전).
덴분 13년(1544년), 아버지 노부토라 시대에는 대립했던 고호조 씨와 화목하였고, 그 뒤로도 덴분 14년 이마가와 씨와 고호조 씨의 대립(제2차 가토의 난)을 중재하여 두 집안에 빚을 만들었다. 이에 따라 서쪽에 안도를 얻은 호조 우지야스(北条氏康)는 가와고에 성 전투(河越城の戦い)에서 승리하였고, 그러한 움직임이 훗날 고소슨 삼국동맹(甲相駿三国同盟)로 이어지게 된다.
이마가와 ・ 호조와의 관계가 안정되어 다케다는 시나노 침공(信濃侵攻)을 본격화하게 되었고, 시나노 슈고(信濃守護) 오가사와라 나가토키(小笠原長時), 지사가타 영주 무라카미 요시키요(村上義清) 등과 적대하게 되었다.
덴분 16년(1547년), 간토칸레이의 지원을 받고 있던 시가 성(志賀城)의 가사하라 기요시게(笠原清繁)를 쳐서 8월 6일 오다이바라 전투(小田井原の戦い)에서 다케다는 우에스기 ・ 가사하라 연합군을 상대로 대승을 거둔다. 또한 령국 지배에 있어서도 같은 해에는 분국법(分国法)인 《고슈 법도지차제》(甲州法度之次第, 신겐 가법)을 정하였다.
덴분 17년(1548년), 2월, 하루노부는 호쿠신(北信, 시나노 북부) 지방에서 세력을 자랑하고 있던 가쓰라오 성(葛尾城)의 성주 무라카미 요시키요(村上義清)와 우에다하라(上田原)에서 격돌하였다(우에다하라 전투). 그러나 이 전투에서 병력이 우세했던 다케다는 무라카미에 패했고, 슈쿠로인 이타가키 노부카타와 아마리 도라야스를 비롯 많은 장병을 잃는다. 하루노부 자신도 부상당해 고후의 유무라 온천(湯村温泉)에서 30일간 치료를 받는다. 이를 기회로 4월, 오가사와라 나가토키(小笠原長時)가 스와로 쳐들어 왔으나, 하루노부는 7월에 시오지리토게 전투(塩尻峠の戦い, 勝弦峠の戦い)에서 오가사와라 나가토키의 군을 격파하였다.
덴분 19년(1550년), 7월, 하루노부는 오가사와라령 영지인 마쓰모토 분지(松本盆地)를 침공했다. 이에 니시나 모리요시(仁科盛能)가 다케다에 내통하였고, 오가사와라 나가토키에게는 이미 저항을 계속할 힘이 없어 하야시 성(林城)을 버리고 무라카미 요시키요(村上義清)에게로 달아났다(하야시 성 전투). 이렇게 주신(中信, 시나노 중부)의 마쓰모토 분지는 다케다의 지배 아래 들게 된다. 이 기세로 다케다는 9월, 무라카미 요시키요(村上義清)의 지성(支城) 도이시 성(砥石城)을 쳤다. 그러나 이 전투에서 다케다는 패배를 겪는다. 후세에 도이시쿠즈레(砥石崩れ)라고 불릴 대패였다. 이 대패에서 요코타 다카토시(横田高松)와 오야마다 노부아리(小山田信有)를 비롯해 1천 명 이상의 장병을 잃는다.
덴분 20년(1551년) 4월, 사나다 유키타카(真田幸隆, 幸綱)의 책략으로 도이시 성이 함락되었고, 이를 계기로 다케다 군은 순탄하게 우위에 서게 되었다.
덴분 21년(1552년) 8월, 다케다 하루노부군은 3천 병사로 니시나 씨(仁科氏)의 서류 고이와 모리치카(小岩盛親)가 500명으로 지키고 있던 고이와타케 성(小岩嶽城)을 공략하였다.
 덴분 22년([[1553년) 4월, 무라카미 요시키요는 가쓰라오 성(葛尾城)를 버리고 에치고의 고쿠슈(国主) 나가오 가게토라(長尾景虎, 훗날의 우에스기 겐신) 아래로 도망쳤다(가쓰라오 성 전투). 이렇게 도신(東信, 동부 시나노) 지방도 다케다의 지배 아래 들게 되었고, 하루노부는 호쿠신(北信, 북부 시나노) 지방을 제외한 시나노 대부분을 평정하게 된다.

### 제1차 가와나카지마 전투

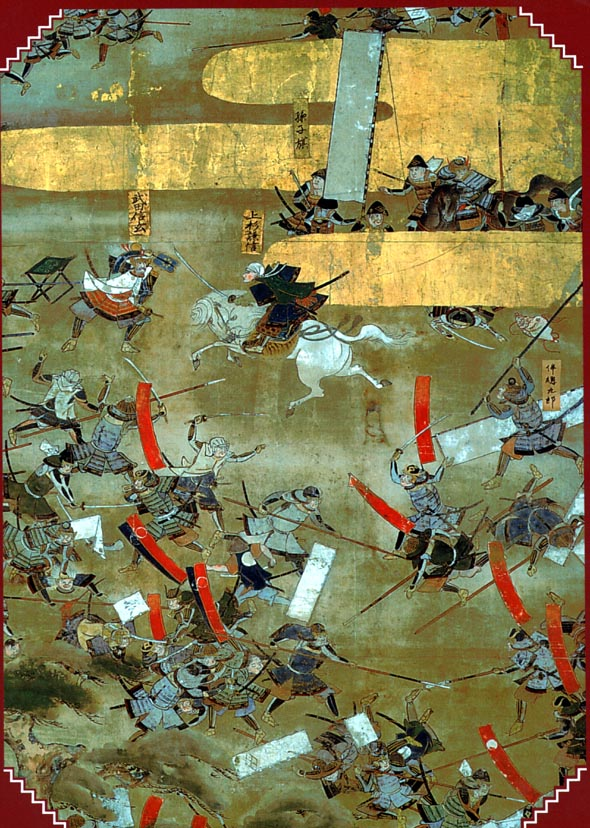
제4차 가와나카지마 전투

덴분 22년(1553년) 4월, 무라카미 요시키요나 호쿠신 지역 호족들의 요청을 받은 나가오 가게토라는 5천 병력으로 본격적인 시나노 출병을 개시하였고, 그 이후 평야 지대인 젠코지다이라(善光寺平)의 주도권을 놓고 고에쓰(甲越) 즉 가이와 에치고의 대결의 단초가 시작된다(제1차 가와나카지마 전투). 
다케다군은 무라카미 요시키요의 가쓰라오 성을 함락시켰다. 그뒤 다케다는 5월 하치만(八幡)에서 무라카미 요시키요에게 패하고 가쓰라오 성은 다시금 무라카미 요시키요가 탈환하였다. 9월 다케다는 시오타 성(塩田城)을 함락시켰다. 다케다의 선봉은 9월의 후세 전투(布施の戦い)에서 격파되었다. 나가오 가게토라는 시나노 영내로 침공하였고, 아라토 성(荒砥城)과 고쿠조 산성(虚空蔵山城)을 함락시켰다. 아오야나기 성(青柳城)과 가리야하라 성(苅屋原城)을 쳤으나 다케다 하루노부는 결전을 피하였다. 그뒤 가게토라도 군을 적극적으로 움직이지 않았고, 양쪽 모두 물러났다. 
8월, 가게토라의 지원을 받은 다케이시 성(武石城主) 성주 오이 노부히로(大井信広)가 하루노부를 상대로 모반을 일으켰지만, 하루노부는 이를 즉각 진압한다.

### 고소슨 삼국동맹 체결
1554년 봄, 나가오 가게토라에 대항하기 위해, 하루노부는 장남 요시노부(義信)의 정실로 이마가와 요시모토의 딸을 며느리로 맏이해 이마가와씨와 동맹을 맺는다. 또, 자신의 딸은 호조 우지야스의 장남 호조 우지마사에 시집보내 고 호조씨와도 동맹을 맺는다. 이마가와씨도 다케다가의 중개로 호조씨와 동맹을 맺게 되는데 이것이 고소슨 삼국 동맹(甲相駿三国同盟)이다.
1555년 음력 4월, 다케다 군과 나가오 군이 가와나카지마에서 대치한다. (제2차 가와나카지마 전투). 그러나 전과 없이, 이마가와 요시모토의 중개로 양국은 음력 10월에 화친하고 철퇴한다. 하루노부는 나가오 군이 에치고로 철퇴하자마자, 겸사겸사 가게토라에게 의지하여 반항하고 있는 기소 요시야스(木曽義康), 기소 요시마사(木曽義昌) 부자를 공격, 굴복시킨다. 1556년에는 시나노 북부로 진출한다.
1557년 나가오 가게토라가 가와나카지마로 출병해 옴에 따라, 재차 다케다 군과 나가오 군이 대치하기 시작한다.(제3차 가와나카지마 전투). 그러나 양군 모두 전과 없었고, 더욱이 가게토라가 없는 사이에 가가, 엣추에서 잇코잇키(一向一揆)가 일어났기 때문에 나가오 군은 철퇴한다.
1559년 음력 5월 하루노부는 출가해서 신겐으로 개명한다.
1561년 음력 9월10일, 다케다 신겐 군 2만과 우에스기 마사토라(上杉政虎; 우에스기 겐신) 군 만3천이 4번째 가와나카지마에서 전투를 벌인다. (제4차 가와나카지마 전투). 이 전투는 지금까지의 가와나카지마의 전투 중 최대 규모의 전투이다. 양군 합쳐 6천여 명의 전사자가 나왔다고 전해진다. 이 전투에서 다케다 군은 신겐의 동생 다케다 노부시게, 모로즈미 도라사다(諸角虎定), 야마모토 간스케, 사에구사 모리나오(三枝守直) 등 유력 무장을 다수 잃었다고 전해진다.
1564년에도 우에스기 군과 가와나카지마에서 대치하지만, 충돌 없이 끝난다 (제5차 가와나카지마 전투).

### 이마가와, 호조 가문과의 전투
가와나카지마 전투후, 신겐은 공격 방향을 고즈케(上野)로 전환하지만, 우에스기 노리마사의 옛 신하였던 나가노 나리마사(長野業正)의 선전 때문에 좋은 결과를 얻지 못했다. 그리나, 1561년 나리마사가 죽자 다케다 군은 대를 이은 나가노 나리모리(長野業盛)를 격렬하게 공격, 1566년 음력 9월에는 미노와 성(箕輪城)을 함락하고 고즈케 서부를 제압하는 데 성공한다.
1560년 음력 5월, 다케다가의 맹우인 이마가와 요시모토가 오다 노부나가에게 오케하자마 전투에서 전사함에 따라, 이마가와가는 쇠퇴하기 시작한다. 그렇기 때문에 신겐은 이마가와씨와의 동맹을 파기하고 스루가를 공격할 계획을 세우지만, 요시모토의 딸과 결혼한 적자 다케다 요시노부와 그의 스승 오부 도라마사가 격렬히 반대한다. 신겐은 1565년 오부 도라마사를 할복시키고, 1567년 음력 10월에는 요시노부를 폐적시키고 자살로 몰고 간다 (병사설도 있다).
이를 바탕으로 1568년 음력 12월, 미카와의 도쿠가와 이에야스와 공동으로 스루가로 침공을 개시한다. 이마가와 군도 저항했지만, 마쓰노산(松野山)에서 오기 기요타카(荻清誉)를, 삿타산(薩垂山)에서 이마가와 우지자네를 격파하고 이마가와야카타(今川館)로 입성한다. 그러나, 이마가와씨와 친척 관계로 있는 호조 우지야스가 이마가와씨의 원군으로 온다. 더욱이 스루가 정복을 기획한 이에야스도 우지야스와 동맹을 맺고 신겐을 적대했기 때문에 호조=도쿠가와 연합군과의 싸움의 불리함을 깨닫고, 1569년 요코야마성에 아나야마 노부타다(穴山信君)를 남겨놓은채, 음력 4월 다케다 군 본대는 일단 가이로 철퇴한다.
음력 9월, 신겐은 2만의 대군을 이끌고, 호조씨를 억누르기 위해 고즈케, 무사시, 사가미로 침공한다. 음력 10월1일에는 오다와라성을 포위하지만, 4일 후에 재빨리 포위를 풀었다. 호조 우지야스는 호조 우지테루(北条氏照), 호조 우지쿠니(北条氏邦) 등을 다케다 군의 가이에로의 퇴각로에 포진시키고, 오다와라로부터는 호조 우지마사를 출진시켜 양동작전하는 구상을 했지만, 음력 10월8일 미마세 고개(三増峠)에서 다케다 신겐 군과 우지테루, 우지쿠니 군이 격돌, 다케다 군이 대승한다 (미마세고개 전투(三増峠の戦い)). 이렇게 우지야스를 제압한 후, 1570년 음력 7월 재차 스루가를 침공, 완전히 평정한다.

### 호조 가문과의 동맹
1568년 음력 9월, 오다 노부나가가 상경(上洛)을 달성해 아시카가 요시아키(足利義昭)를 옹립한다. 하지만, 요시아키와 노부나가는 대립하게 되고, 요시아키는 노부나가를 멸문하기 위해, 신겐에게 노부나가 토벌 어내서를 발행한다. 신겐도 노부나가의 세력 확대를 우려했기 때문에 1571년 음력 2월 노부나가의 맹우인 도쿠가와 이에야스를 치기 위해 도토미, 미카와를 침공한다. 신겐은 음력 5월까지 오야마 성(小山城), 아스케 성(足助城), 다미네 성(田峯城), 노다 성(野田城), 니렌기 성(二連木城)을 접수한 후에 가이로 귀환한다.
1571년 음력 10월 3일, 호조 우지야스가 오다와라에서 죽고, 대를 이은 적자 우지마사는 "다시 다케다와 화친해라"라는 선친의 유언에 따라, 겐신과의 동맹을 파기하고, 동생 호조 우지타다(北条氏忠), 호조 우지노리(北条氏規)를 인질로서 가이로 보낸다. 그리고, 음력 12월27일에는 신겐과 고소동맹을 맺는다. 이 시기 다케다가의 영토는 가이 일국외 시나노, 스루가, 고즈케 서부, 도토미, 미카와, 히다(飛騨), 엣추의 일부까지 약 120만 석에 달한다.

### 서쪽으로 상경하는 길

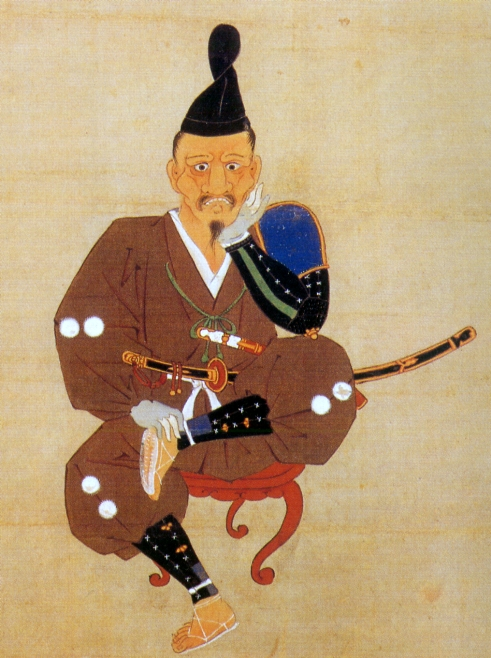
미카타가하라 전투에서 패한 후 도쿠가와 이에야스

노부나가는 1565년 히가시 미노(東美濃)의 영주 도야마씨의 여자를 노부나가의 양녀로 해서 다케다 가쓰요리에 시집보내서 신겐과 동맹을 맺는다. 계속해서 노부나가의 적자 오다 노부타다와 신겐의 딸 마쓰히메(松姫)가 약혼했다. 도쿠가와씨와는 군사적 충돌을 일으키면서도 오다씨와 다케다씨는 계속 동맹관계에 있었다.
1572년 음력 10월3일 쇼군 아시카가 요시아키의 노부나가 토벌령에 호응해서 노부나가와 동맹을 사실상 파기하고, 상경을 하기 위해 고후(甲府)를 출발한다. (단, 신겐은 노부나가에게 우호적 서찰을 계속 보내는 등, 더욱 더 동맹관계를 계속유지하는 것과 같은 행동을 보이고 있다.)
약 3만의 전군중, 3천을 아키야마 노부토모(秋山信友)에 주어 노부나가 영토의 히가시 미노에, 야마카타 마사카게(山県昌景)에게 5천을 주어 이에야스의 영토 미카와에 보내고, 스스로는 바바 노부하루와 함께 2만의 대군을 이끌고 아오구즈레 고개(青崩峠)로부터 도토미로 공격해 들어갔다 (이것은 고호조가의 원군 2천도 가세해 2만2천이었다.).
신겐이 이끄는 본대는 음력 10월 13일 다다라이 성(只来城), 아마카타 성(天方城), 이치노미야 성(一宮城), 이이다 성(飯田城), 가쿠와 성(各和城), 무카사 성(向笠城) 등 도쿠가와의 성들을 하루 만에 접수한다. 야마카타 마사카게 군은 가키모토 성(柿本城), 이다이라 성(井平城)을 접수하고 신겐의 본대와 합류, 아키야마 노부토모 군은 음력 11월까지 히가시 미노의 요충지인 이와무라 성을 접수한다. 이때 노부나가는 아자이 나가마사, 아사쿠라 요시카게, 이시야마 혼간지의 일향종(一向宗) 등과 대치하고 있기 때문에, 이에야스에게 3천의 원군만을 보낸다. 이에야스는 음력 10월14일, 다케다 군과 도토미의 히토코토자카(一言坂)에서 싸우지만, 병력차와 신겐의 교묘한 전술에 패한다 (히토코토자카 전투(一言坂の戦い)). 음력 12월19일에는 도토미의 요충으로 있는 후타마타 성(二俣城)을 함락시킨다. 이에 대해 이에야스는 처음으로 하마마쓰에서 농성을 생각하지만, 다케다 군의 움직임을 봐서 병사 만천을 이끌고 출진, 도토미의 미카타가하라(三方ヶ原)에서 음력 12월22일 신겐과 일대 결전을 준비한다. 그러나 병력차와 함께 신겐의 전술앞에 대패하고, 도쿠가와 군은 많은 장병을 잃고 패주한다 (미카타가하라 전투(三方ヶ原の戦い)). 이에야스는 도주할 때 공포에 질려 말위에서 변을 봤다고 전해지고 있다. 이때 맹우 아자이 나가마사의 원군으로 기타 오미(北近江)에 진을 치고 있던 아사쿠라 요시카게의 철퇴를 알게 된다. 신겐은 격노하여, 요시카게에게 문서를 보낸다 (이노 문서(伊能文書)). 그러나 요시카게는 그 후에도 움직이지 않는다. 그 때문에 신겐은 군대의 움직임을 멈추고 해를 넘긴다. 하지만, 다시 1573년 음력 1월에 미카와를 침공하고 음력 2월10일에는 노다 성(野田城)을 접수한다 (노다 성 전투(野田城の戦い)).

### 말년
노다 성을 접수한 직후부터 신겐의 지병이 악화되어, 다케다 군은 돌연 진격을 멈춘다. 이 때문에 신겐은 나가시노 성(長篠城)에서 요양하지만, 별진전이 없어 음력 4월 초순에는 결국 가이로 철퇴를 결의하게 된다.
음력 4월 12일, 가이로 돌아오는 도중 시나노국 고마바(駒場)에서 병사한다.
향년 53세, 묘소는 야마나시현 고슈시의 에린지(恵林寺)이다.

## 유언
《고요군칸》에 따르면, 신겐은 유언으로 "나의 죽음을 3년 동안은 숨기고, 시신은 스와 호수에 가라앉히라"라고 하였다거나, 아들 가쓰요리에 대해 "노부카쓰가 계승할 때까지 후견 역할만 맡고, 에치고의 우에스기 겐신을 의지하라"라고 하였으며, 중신인 야마가타 마사카게나 바바 노부하루, 나이토 마사토요 등에게 뒷일을 맡기고, 야마가타에게는 "겐시로, 내일은 세타에 (우리 다케다의) 깃발을 세워라”는 말을 남겼다고 한다.
신겐의 유언에 대해서는, 유해를 스와 호에 가라앉히는 것 등 사실이 아니고 잘못이다. 신겐의 무덤은 에린지에 현존하고 있다.
신겐의 사후 가독을 상속한 가쓰요리는 유언을 지키며 신겐의 장례를 치르지 않고 죽음을 은폐한다. 고마바의 조가쿠지(長岳寺)와 고후 이와쿠보의 마엔즈카(魔縁塚)를 신겐의 화장지라고 하는 전승이 있으며, 고후의 사찰인 엔코인에서는 안에이(安永) 8년(1779년)에 당시 고후의 대관(代官)에 의해 발굴이 이루어져서, 신겐의 계명과 날짜가 새겨진 관이 발견되었는데, 이를 통해 신겐이 죽은 직후에 화장하여 유해를 보관하고 있었던 것으로 여겨지고 있다.

## 정책
- 황무지 개간

다케다씨의 본거지로 있는 가이는 평야가 적어 년공수입은 기대할 수 없기 때문에 황무지 개간을 적극적으로 실시한다. 그때까지 하천의 범람으로 농지로 쓸 수 없었던 토지도 농경이 가능하도록 신겐쓰쓰미(信玄堤)라고 불리는 제방을 쌓고, 하천의 흐름을 바꾸어 개간했다.
- 금화의 제조

일본에 첫 금화인 고이시긴(碁石金)을 제조했다. 가이에는 풍부한 매장량의 금광이 존재하였고, 포르투갈, 스페인인들의 왕래에 의해 굴삭기술과 정련수법도 적극적으로 받아들여, 막대한 양의 금을 산출하고, 이렇게 모은 금을 치수사업과 군사비로 사용했다. 또 오다 노부나가와 우에스기 겐신에 적대하는 세력에게 지원하는 등, 외교면에서도 큰 위력을 발휘했다. 단, 고이시긴은 통상 유통에서 그다지 사용하지 않고, 또 금광의 채굴에 관해서도 다케다씨는 직접지배를 하지 않고, 금광채굴자라 불리는 기술자 집단에 소유권 명목으로 보상을 받았다.

## 인물

### 명언
사람은 성, 사람은 돌담, 사람은 해자, 정은 우리편, 원수는 적이 된다.

(성의 어떤 곳만 견고하게 하면, 사람의 마음은 떠나버려서, 세상을 다스릴 수 없다. 정은 사람을 결속시키고, 결과로써 나라를 번영게하지만, 원수를 많이 만들면 나라는 멸망한다.)

이 말대로, 신겐은 그의 생애에 단 한번도 가이국내에 새로운 성을 만들지 않고, 해자 하나의 쓰쓰지가사키야카타(躑躅ヶ崎館)에 살았다. 단, 배후에는 가까운 성인 세키수이지 성(積翠寺城)이 있는 전형적인 전국무장의 거관이라고도 말할 수 있다. 또, 이말은 후세의 창작된 것이라고 말할 수 있지만, 능히 신겐의 이념을 잘 나타내고 있다.
무릇 군의 승리를 5분 가지면 상이되고, 7분을 가지면 중이되고, 10분을 가지면 하가 된다. 그 이유는 5분은 격려를 낳고, 7분은 나태를 낳고, 10분은 교만을 낳기 때문이다. 또 전쟁에서 10분의 승리를 얻어 교만을 낳는다면 다음에는 반드시 패하게 된다. 모든 전쟁에 한하지 않고 세상속의 일에도 이런 마음가짐이 중요하다.

승자에게 교만이 생기는 것을 경계하는 말로 신겐 사후 연전연승을 한 가쓰요리가 나가시노에서 재기할 수 없을 정도로 된 것을 생각하면 실제 설득력이 있는 말이지만, 처음부터 고요군칸(甲陽軍鑑)의 각색이라고 하는 설도 있다.

### 풍림화산
其疾如風 其徐如林 侵掠如火 不動如山 …… 難知如陰 動如雷震

(빠르기가 바람과 같고, 고요하기는 숲과 같다. 치고 앗을 때는 불같이 하고, 조금도 움직이지 않을 때는 산처럼 한다. …… 숨을 때는 어둠 속에 잠긴 듯 하다가도, 움직일 때는 벼락치듯 적에게 손쓸 기회를 주지 않아야 한다.)

종종 풍림화산(風林火山)이라고 줄여서 말한다. 신겐은 이것을 군기로 사용했다. 또, 그의 군기는 에린지(恵林寺)의 주지 가이센 조키(快川紹喜)의 책으로 전해진다.

### 그 외
- 신겐이 가스가 겐스케(春日源介)와 바람핀 것을 밝혀 주는 편지가 현존한다. 당시에는 남색은 일반적이었다고 전해짐에 따라 여색보다도 고상한 것이라고 인식되었다.(후에 가스가 겐스게는 가스가 도라쓰나(春日虎綱), 고사카 마사노부(高坂昌信)로 개명한다.)
- 독실한 불교 신자였다. 신겐은 재가출가하였으면서도 속세와의 관계를 끊지 못하는 등, 불교에 척을 지닌 행위를 했다. 단, 이것은 신겐뿐 아니라, 당시 다수의 무사들도 재가출가후에도 출가 이전과 같은 생활을 보냈다. 당시의 유력 사찰이나 신사의 존경받는 자들도 직위를 이용하여 여자에게 손을 대는 일이 많았다. 또, 속세에 관한 무장투쟁도 그치지 않았다. 신겐은 이런 종교세력의 일원 혹은 협력자라고 말할 수 있는 관계에 있었고, 불교를 통해 종교세력과 결탁하여 잇기를 조정하고, 이로 인해 다른 다이묘의 견제와 전력의 분산을 꾀했다. 그리고, 신겐은 히에이 산(比叡山)의 승려로부터 다이소조이(大僧正位)의 직위를 받고 크게 기뻐했다고 한다. 이를 통해 신겐은 자신의 지위향상에도 이용했다고 생각된다. 또 혼간지의 겐뇨(顕如)의 부인 뇨슌니(如春尼)와 신겐의 정실 산조노카타(三条の方)는 친자매관계이다. 이 같은 일과 가신들도 출가했던 것으로 미루어 볼 때 신겐 개인뿐만 아니라 다케다가는 종교세력과 관계가 깊었다고 말할 수 있다.
- 쓰쓰지가사키야카타에 수세식 화장실이 설치되어 있었다. 쓰쓰지가사키야카타의 안쪽으로부터 흐르는 물을 이용한 구조로 신겐은 여기를 산이라는 명칭을 붙였다, 그리고, 용변외에 서재 등으로도 사용했다. 가신이 "왜, 뒷간을 산이라 부릅니까?"라고 묻자, 신겐은 "산에는 항상 초목(냄새)이 끊이지 않으니까."라고 기지 넘치게 대답했다고 한다.
- 고요군칸에 의하면, 노부나가로부터 평상복(고소데)(小袖)를 선물받았을 때에는 신겐은 이것이 들어있던 옻칠된 상자를 살펴보면서, 이 옻칠은 몇 번이나 칠해져 있는지를 보고 "이는 오다가의 성의를 나타낸 것이니, 다케다가에 대한 마음이 진실이구나."라고 말했던 일로 부터, 노부나가의 진의를 특히 세세한 부분까지 신경을 쓴 것으로 보인다.

## 일화
- 신겐은 꽤 오래전부터 병을 앓은 것으로 보인다. 첫 상경을 개시한 날짜를 10월1일에서 10월3일로 연기한 것은 신겐의 병이 일시 악화되었기 때문이라고 전해진다.
- 신겐은 정보 수집을 중시해서 미쓰모노(三ツ者)라고 불리는 비밀 조직을 이용해서, 정보 수집과 첩보 활동을 했다고 전해진다.(고요군칸에서는 미쓰모노외 素坡라는 표현도 있다.) 또 의지할 곳 없는 여자아이들을 모아 닌자술을 가르쳐, 밖으로는 아루키미코(歩き巫女)로써 전국에 배치, 첩보 활동을 했다고 한다. 신겐이 전쟁에 항상 승리를 계속했던 것은 항상 이같은 정보 수집이 빨랐기 때문인 것으로 보인다. 이 때문에 신겐은 가이에 살면서 일본각지의 정보를 알고 있어서 마치 일본 안을 순시한 것 같은 인상을 풍겨 아시나가보즈(足長坊主)라는 이명도 있다.
- 상경 때에 고요군칸에서는, 다음과 같이 신겐 자신이 기술한 것 같은 기록도 있다. 엔슈, 미카와, 미노, 오와리에서 출발해서 살아있는 동안 천하를 평정하고 수도에 기를 꽂는다. 그래서, 불법, 왕법, 신도, 여러 무사의 작법을 정하고, 정치를 옳게 집행하는 것이 신겐의 바람이다.

## 사인
지병은 폐결핵, 폐렴 혹은 위암 혹은 식도암에 의한 병사설이 유력하다. 도쿠가와 군의 총탄에 의한 상처가 원인이라는 설이 있다. 이것은 다케다 군이 미카와국 노다 성을 포위중 신겐이 성으로부터 들리는 피리소리에 취해 있을 때, 저격당해서 부상을 입었다는 것이다. 이 설은 마쓰다이라키(松平記) 등 도쿠가와측 사료 밖에 없기 때문에, 아마 도쿠가와 일족이 신겐을 전사시키고 싶어서 창작한 것으로 보인다. 또, 일본에 살고 있는 흡혈충의 기생에 의한 체력 저하라는 설도 있다.

## 문화
- 다케다 신겐과 우에스기 겐신의 대결을 비디오 게임으로 만들었는데 이것이 다케다 신겐(비디오 게임)이다. 이 게임에서 다케다 신겐이 주인공으로, 우에스기 겐신이 막판 보스로 등장한다.

## 수중묘 전설
다케다 신겐이 죽을 때,
| “ | 나의 죽음을 3년간 비밀로 해라. 유해는 갑옷을 입혀 스와호(諏訪湖)에 수장해라. | ” |

라고 유언했다는 설이 널리 확산되어 있다. 고요군칸에도 같은 기술이 있다. 이 때문에 스와 호에 오래전부터 신겐의 수중묘 전설이 있다. 1986년, 일본 국토지리원의 해상자위대에 의해 해저지형조사에서 호수 바닥 한쪽 면에 25 m 정도의 마름모꼴 형태의 물체가 발견되었다. 그것이 신겐의 수중묘가 아닐까 생각되고, 신슈 대학(信州大学), 요미우리 신문(読売新聞), 니혼 텔레비(日本テレビ) 등 복수 단체가 10수년에 걸쳐 조사를 했다. 전자파심지기에 의해 묘라고 여겨지는 물체가 확인되었다고 보고되었지만, 최종적으로 수수께끼의 마름모 형태는 호수 바닥의 움푹패인 땅의 그림자란 결론에 도달했다. 그러나, 문제의 마름모 형태가 자연 상태에서 만들어졌다는 볼 수 없는 정도이고, 호수 바닥의 진흙이 시야를 가려 현지조사가 곤란해서, 명확히 단정지을 수는 없다. 그래서 수중묘의 전설을 지지하는 목소리는 현재에도 많다.

## 아버지 추방에 관해서
최근, 신겐은 노신의 꼭두각시로, 아버지 추방은 가이국의 유력 영주들의 쿠테타였다는 설이 있다. 이 이유는 신겐이 16세에 처음 출진했다는 날은 고하쿠사이키(高白斎記)에 이마가와가의 가독 투쟁이 기록되어 있다. 더구나 학회에 따르면 20세에 처음 출진했다고 한다. 하지만 이것은 센고쿠 다이묘로서는 너무 늦은 시기라, 이와 같은 설이 나온 것 같다.

## 계보
세이와 겐지(清和源氏)의 후손인 가와치 겐지(河内源氏)계의 미나모토 노 요시미쓰(源義光; 신라사부로 요시미쓰(新羅三郎義光))를 조상로 해서, 대대로 가이슈고를 역임한 가이 겐지(甲斐源氏)라고 불린다. 신겐은 이 다케다씨의 제19대 당주이다. 다케다 가는 겐페이 시대(源平時代)에는 다케다 노부요시(武田信義)가 미나모토노 요리토모(源頼朝)와 미나모토노 요시나카(源義仲)와 함께 다이라노 기요모리(平清盛) 토벌의 명령을 받는 등, 예부터 무용이 출중한 집안이다.
신겐의 처는 좌대신(左大臣)으로 있는 산조 긴요리(三条公頼)의 딸 산조노가타(三条の方, 정실) 외, 스와 요리시게(諏訪頼重)의 딸 등, 다수의 부인이 있었다는 설도 있지만, 사료적으로 확실한 것은 산조노가타, 스와고료닌(諏訪御料人), 네즈고료닌(禰津御寮人), 아부라가와 부진(油川夫人), 이 네 명이다. 현재로는 신겐의 처는 이 네 명이었다는 것이 통설이다. 현재 다케다 가의 후손으로는 사에구사 가(三枝家)가 유명하다.

## 고요 오명신
고요 오명신(甲陽 五名臣)은 다케다가의 아시가루 대장을 가리킨다. 주로 다케다 노부토라 시절부터 하루노부 초기까지 활약한 무장들이다.
- 오바타 도라모리(小幡虎盛)
- 하라 도라타네(原虎胤)
- 다다 미쓰요리(多田満頼)
- 요코타 다카토시(横田高松)
- 야마모토 간스케(山本勘助)

## 다케다 사천왕 혹은 사명신
대를 이어 다케다 가쓰요리를 지지했던 4명의 무장을 말한다.
- 바바 노부하루(馬場信春)
- 나이토 마사토요(内藤昌豊)
- 야마카타 마사카게(山県昌景)
- 고사카 마사노부(高坂昌信(春日虎綱))

다케다 노부토라, 다케다 신겐 때:
- 이타가키 노부카타(板垣信方)
- 아마리 도라야스(甘利虎泰)
- 오부 도라마사(飯富虎昌)
- 오야마다 마사타쓰(小山田昌辰)

## 같이 보기
- 가네마루 신

### 주석
1. ↑  신겐의 어렸을 때의 이름은 확실한 사료에서는 '다로'(太郎)인데, 고요군칸(甲陽軍鑑)에 따르면 이때 노부토라가 거둔 승리로 인해서 가쓰치요(勝千代)라고도 불렸다고 한다. 신겐은 후세에 영웅시되어 그 출생 전설도 생겨났다. 《고요군칸》이나 《다케다 삼대기》(武田三代記) 등의 기록에 따르면 신겐이 태어날 때에 산옥(産屋) 위에 한 조각 구름이 떠 있는 것이 마치 흰 깃발이 바람에 나부끼는 것처럼 보였는데, 그것이 사라졌을 때 한 쌍의 흰 매가 사흘 동안이나 신겐이 태어난 산옥에 머물렀다고 한다. 때문에 스와 묘진(諏訪明神)의 신사(神使)가 와카기미(若君, 신겐)을 수호해 주고 있다고 여겨졌다고 한다. 다른 이야기로는 노부토라가 진중에서 휴식을 취하고 있을 때, 소가 도키무네(曾我時致)가 자신의 아들이 되는 꿈을 꾸고 그때에 신겐이 태어났다고도 한다.
2. ↑  후쿠시마 군세의 침공이나 다케다 신겐의 출생에 관해서는 《고하쿠사이키》(高白斎記), 《왕대기》(王代記) 그리고 야마나시 현사(山梨県史) 자료편찬료(資料編資料) 편6 중세(中世)3 상(上) '현내기록'(県内記録) 등에 의거한다.
3. ↑  노부토라 추방에 관해서는 《쇼산키》(勝山記)나 《엔잔 고카쿠 젠안 소년대기》(塩山向岳禅庵小年代記) 등 가이의 국내 사료에 기록되어 있는 노부토라의 대외 침공으로 인한 군역이나 흉작에 즈음해서도 무거운 세금을 매기는 등의 '악행'을 원인으로 들고 있어서, 가이 국지(甲斐国志)에 의거하는 합의에 따라 은거하였다는 설, 이마가와 요시모토와의 공모설 등 여러 설이 있다. 고요군칸에는 추방 원인을 '불화'(不和)라고 하여, 하루노부는 적남으로써 뛰어났지만 노부토라와의 관계는 험악화되었고, 덴분 7년(1538년) 정월의 새해맞이 연회 때에도 노부토라가 하루노부에게는 잔을 권하지 않고 동생인 노부시게에게만 잔을 권하였다는 일화를 기록하고 있다. 일본의 역사학자 히라야마 마사루(平山優)는 이웃한 구니의 경제 제재(路次封鎖)나 흉작에 의한 물가 상승이 대기근이 있었던 덴분 10년에 심각화되었던 것을 원인으로 가이 국내의 '세대 교체의 덕정(代替わり徳政)을 요구하는 목소리에 하루노부가 대응한 것이라고 하였다. 한편으로 노부토라 시기의 가이 고쿠슈는 노부마사(信昌) ・ 노부나와(信縄) 시기의 내분을 계기로 이마가와 씨나 스와 씨 등 이웃 구니의 다이묘의 인솔하에 들어가 있었고, 가이 한 구니를 평정하고자 한다면 고쿠슈의 구원을 명목으로 내세울 이웃 구니와의 대외 전쟁이나 경제 제재는 피할 수 없는 측면이 있어, 그들을 단순한 노부토라의 '악행'으로 볼 수는 없다고 지적하였다.[6]
4. ↑  노부토라 시기부터의 외교 방침의 전환에 대해서는 하루노부의 서임 관직명을 '사쿄다이후'(左京大夫)에서 다이젠다이후(大膳大夫)로 개칭하고 있는 것에서도 상징된다는 지적이 있다.[7]
5. ↑  마침 스와씨 내부에서는 스와 요리시게와 다카토 요리쓰구(高遠頼継)에 의한 스와 종가를 둘러싼 정쟁이 일어나고 있었고, 하루노부는 이것에 개입하여 요리쓰구의 편을 들었다.
6. ↑  하루노부는 덴분 10년 6월에 노부토라를 추방하고 가독을 상속하였는데, 같은 해 5월의 海野平の戦い에서 지사가타에서 쫓겨난 海野棟綱는 시나노의 이웃 구니인 고즈케에 거하고 있던 간토간레이(関東管領) ・ 우에스기 노리마사(上杉憲政)에게 의지하였다. 7월에 노리마사는 시나노 사쿠 군으로 침공하였고, 당시 스와 영주였던 스와 요리시게는 동맹 상대인 다케다 ・ 지사가타 군의 무라카미 씨(村上氏)가 말리는 데도 불구하고 독단으로 우에스기와 화목하였으며 소유 영지의 분할을 행하였다(《神使御頭之日記》). 하루노부의 스와 침공은 그 이듬해에 이루어졌는데, 스와 침공의 배경에는 시나노 ・ 우에노 지역에서의 외교 정세가 관계되어 있는 것으로 여겨지고 있다.[8]
7. ↑  勝山記에 따르면 하루노부는 오다이바라(小田井原)에서 죽인 약 3,000급에 달하는 수급을 밤중에 시가 성 주위에 늘어놓았다. 시가 성의 병사들은 이를 보고 전의가 꺾여 버렸고, 8월 10일 정오에 바깥 구루와(曲輪)에, 심야에 니노구루와(二の曲輪)에 불을 질러서 성의 병사들을 몰아붙였고, 다음날인 11일 정오에 시가 성은 함락되었다. 가사하라 기요시게를 가이슈(甲斐衆)의 오기와라 야에몬(萩原弥右衛門)이 다카다 노리요리(高田憲頼)를 스와슈(諏訪衆)의 고이데 에치젠노카미(小井弖越前守)가 공격하여 성의 병사 300명이 전사하였다. 항복은 용납되지 않았다. 가사하라 기요시게의 처는 오야마다 노부아리(小山田信有)가 차지하였다. 게다가 남은 여아와 봉공의 남자는 인질로 2관문(貫文)에서 10관문이라는 터무니없는 값을 요구했고, 대부분은 구로카와 긴잔(黒川金山)의 광부나 창부(娼婦), 노비(奴婢)로써 인신매매되었다고 한다.
8. ↑  山県昌景のこと。